# ロドニー・マグルーダー
ロドニー・マグルーダー  (Rodney Christian McGruder 1991年7月29日 - )は、アメリカ合衆国・メリーランド州ランドーバー出身のバスケットボール選手。ポジションはシューティングガード。

## 来歴
2009年にフロリダ州の高校を卒業したマグルーダーは、同じメリーランド州出身のマイケル・ビーズリーが通っていたカンザス州立大学に進学。2年生の2010-11シーズンから頭角を表し、同シーズンはBig-12の3rdチームに選出。翌2011-12シーズンは平均15,8得点を記録し、2ndチームに選出。続く2012-13シーズンはネイスミス賞の候補にも挙げられるなど、順調に成長したマグルーダーだったが、2013年のNBAドラフトでは指名外に終わった。
マグルーダーは同年夏のNBAサマーリーグでシャーロット・ボブキャッツの一員として参加。2013-14シーズン開幕前にはオクラホマシティ・サンダーのシーズンキャンプに参加し、開幕ロースター入りを目指すも、開幕前に解雇。同シーズンはハンガリーでプレーした。
2014-15シーズンのNBAは、ボストン・セルティックスのシーズンキャンプに参加するも、開幕前に解雇。解雇に傘下のメイン・レッドクローズに送られてNBA入りを目指すも、2015年3月26日に解雇。4日後にスーフォールズ・スカイフォースと契約。残りシーズンを過ごした。2015-16シーズンは同チームの提携元のマイアミ・ヒートのシーズンキャンプに参加するも、開幕前に解雇。解雇後再びスーフォールズ・スカイフォースに送られ主力として活躍。同チームをDリーグ優勝に導き、ファイナルMVPに選出された。
2016-17シーズンの開幕前は、再びヒートのシーズンキャンプに参加し、今度は開幕ロースターを勝ち取り念願のNBA入り。開幕戦のオーランド・マジック戦で、念願のNBA初出場を果たした。 

### イタリアでのキャリア(2024-)

#### レイェ・ヴェネツィア(2024-)
2024年10月4日、LBAとユーロカップに所属するレイェ・ヴェネツィアへの加入が発表された。